# Jitra
Jitra (en malayo: Jitra) es una localidad de Malasia, en el estado de Kedah.
Se encuentra a 9 m sobre el nivel del mar. 

## Demografía
Según estimación 2010 contaba con 60743 habitantes.